# St.-Stephani-Kirche (Mehringen)

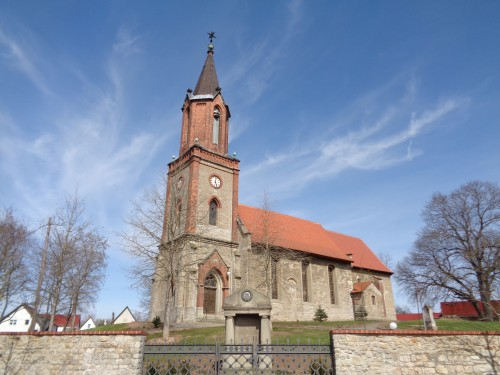
Dorfkirche St. Stephani in Mehringen bei Aschersleben in Sachsen-Anhalt

Die St.-Stephani-Kirche ist eine Dorfkirche im Ascherslebener Ortsteil Mehringen. Die evangelische Kirchengemeinde Mehringen gehört zur Parochie Sandersleben innerhalb der Evangelischen Landeskirche Anhalts.

## Bauwerk

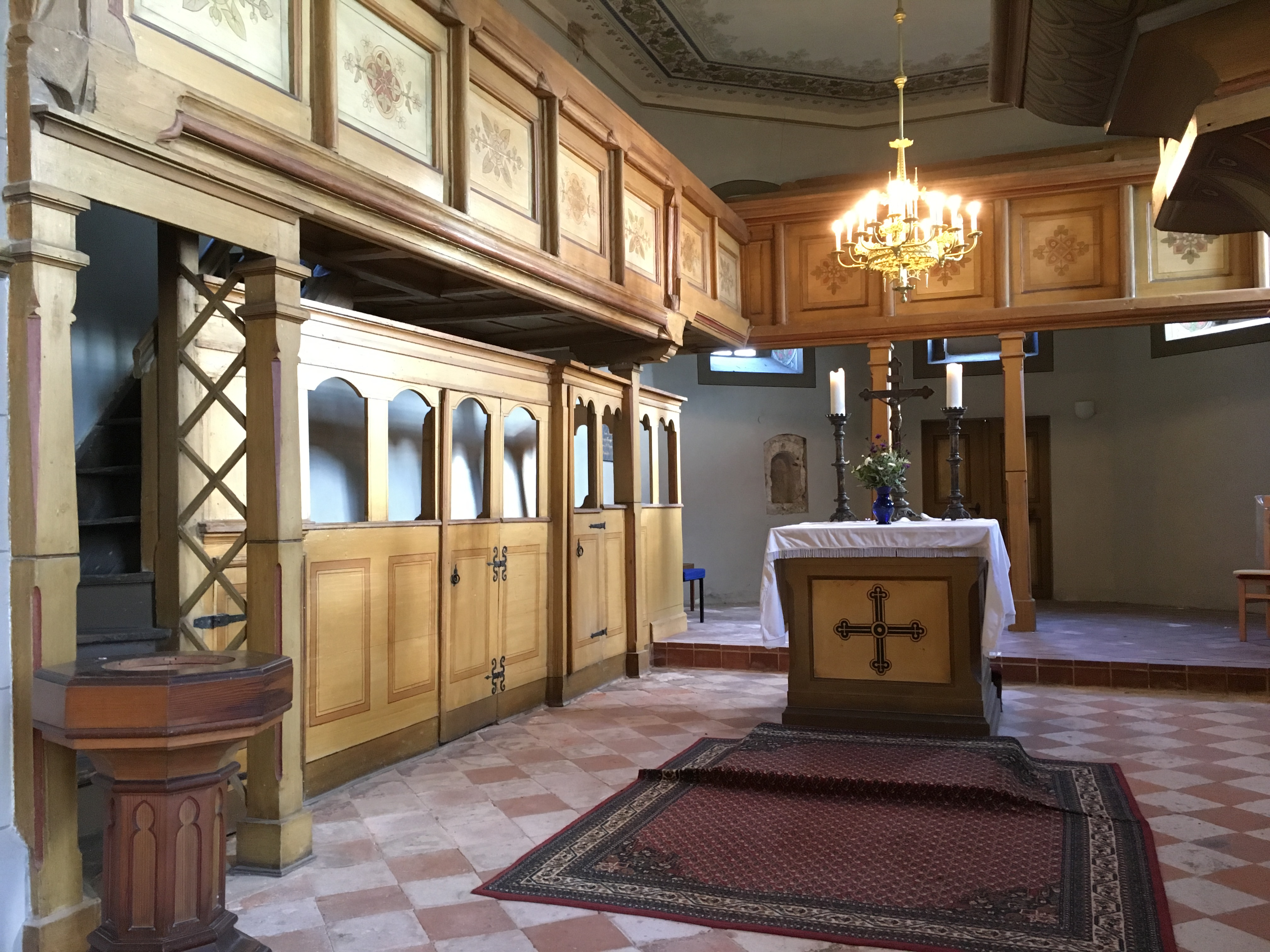
Chorraum der Dorfkirche St. Stephani in Mehringen bei Aschersleben in Sachsen-Anhalt

1255 wurde die St.-Stephani-Kirche erstmals urkundlich erwähnt. Sie ist noch heute in ihren ältesten Bestandteilen als Dorfkirche erhalten. Auf einer kleinen Anhöhe inmitten des Dorfes gelegen diente sie einerseits zum Verteidigungszweck und andererseits als Mittelpunkt weltlicher Versammlungen. Die Rundbogenfenster waren unmittelbar unter der Decke angebracht und erhellten deshalb nur geringe Anteile der Kirche. Trotz vieler Umbauten demonstriert die Kirche die Wirkung des Baukörpers der Romanik eindrucksvoll. Die Südseite ist durch ein interessantes Tympanon mit der Darstellung der Steinigung des heiligen Stephanus geprägt. Das Tympanon ist eine geschmückte Platte zwischen Türsturz und Halbbogen. Diese Reliefs sind auf die Zeit um 1130/1140 zurückzudatieren. Ein weiteres historisches Tympanon von 1549 befindet sich im Vorraum der Kirche. Dieses befand sich ursprünglich im alten Mehringer Zisterzienserinnen-Kloster und wurde 2003 in die Kirche überführt, um es vor Witterungseinflüssen zu schützen.
Im Inneren des dreiseitig geschlossenen und flachgedeckten Chores sieht man neben Vorhangbogenfenster aus der Renaissance auch einige Gedenktafeln. Sie erinnern einerseits an die Teilnehmer Mehringens am Deutsch-Französischen Krieg und sind andererseits dem Landesvater Herzog Leopold Friedrich von Anhalt gewidmet. Außerdem befinden sich verschiedene Wandmalereien und Emporen im Inneren der Kirche.
1881 entschloss man sich zum Bau eines Kirchturmes. Der neue 35,6 Meter hohe Turm mit Turmuhr wurde im Stil der Neugotik erbaut. Am Ende des letzten Jahrhunderts wurde die Kirche im Inneren saniert und renoviert. 2015 wurde die neue Turmuhr mit neuen Ziffernblättern in Betrieb genommen.

## Glocken
Die Dorfkirche besaß auch Bronzeglocken aus dem ehemaligen Mehringer Kloster, welches 1222 durch Oda von Mehringen gestiftet und 1525 während des Bauernkrieges aufgelöst wurde. Erhalten geblieben sind lediglich Ruinen der Klosterkirche und einige weitere teilweise noch genutzte Gebäudeteile. Die Bronzeglocken wurden während der Weltkriege abgenommen und später durch Stahlglocken ersetzt, die noch heute über dem Dorf klingen.